# Wawona Tunnel
Pour les articles homonymes, voir Wawona (homonymie).
Le Wawona Tunnel est un tunnel routier du comté de Mariposa, en Californie, dans le sud-ouest des États-Unis. Livré en 1933, il permet la progression de la Wawona Road dans le parc national de Yosemite. Ses 1 290 mètres en font le plus long tunnel routier californien.